# Libnotes pictoides
Libnotes pictoides là một loài ruồi trong họ Limoniidae. Chúng phân bố ở miền Australasia.